# Adolf III. (Nassau-Wiesbaden-Idstein)

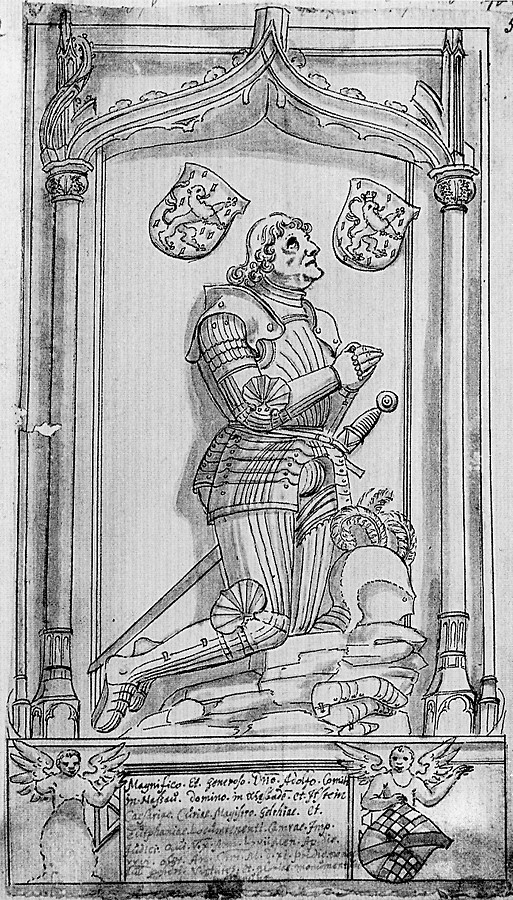
Adolf III. von Nassau-Wiesbaden-Idstein (Zeichnung des bis auf ein Fragment zerstörten Epitaphs von 1632)

Adolf III. (* 10. November 1443; † 6. Juli 1511 in Wiesbaden) war Graf von Nassau-Wiesbaden-Idstein. Er diente Kaiser Maximilian I., hatte sich aber zeitweise von ihm entfernt. 

## Familie
Er war der älteste Sohn von Johann von Nassau-Wiesbaden-Idstein und seiner Frau Maria von Nassau-Dillenburg. Er selbst heiratete 1479 Margarethe von Hanau-Lichtenberg, nachdem seine erste Verlobte Adelheid von Mansfeld vor der Hochzeit verstorben war. Aus der Ehe ging der Erbe Philipp I. hervor. Außerdem entstammten der Ehe die Töchter Maria Margareta, die Ludwig von Nassau-Weilburg heiratete, und Anna, die Heinrich XXXI. von Schwarzburg-Sondershausen heiratete.

## Leben
Nach dem Tod des Vaters kam es 1480 zur Aufteilung der Herrschaft. Adolf erhielt Wiesbaden, während der Bruder Philipp Idstein bekam. Im Jahr 1509 vereinigte Adolf nach dem Tod des Bruders beide Teile in seiner Hand. 
Friedrich III. hatte Adolf dazu bestimmt mit Maximilian I. in die Niederlande zu reisen, wo dieser die Herrschaft antrat. Er war 1481 kaiserlicher Statthalter der Grafschaft Zütphen und seit 1489 Generalstatthalter in Geldern und Zütphen. Er war außerdem Kämmerer, Marschall und Hofmeister. Er gehörte damit zum engsten Kreis um Maximilian. Er hat sich bei dessen Befreiung aus der Gefangenschaft in Brügge 1488 Verdienste erworben. Seine Posten nutzte er auch, um sein Einkommen zu verbessern. Noch Jahre später forderten die Niederländer Schadensersatz von ihm. 
Nachdem Adolf ins Reich zurückgekehrt war, vertrat er Maximilian beim Königsgericht etwa beim Streit zwischen Reichsständen oder in Lehensfragen. Als der Sohn Maximilians Philipp der Schöne für Volljährig erklärt wurde, hat Maximilian unter anderem Adolf wieder in die Niederlande gerufen. Dieser sollte für eine reichsfreundliche Politik Philipps sorgen. Er stieß aber bald auf Gegenwind von frankreichfreundlichen Räten. 
Am Reichstag von Worms 1495 war er als königlicher Rat anwesend. Er war einerseits zeitweise Wortführer Maximilians, andererseits bemühte er sich als Reichsstand um eine Position zwischen Maximilian und den Ständen. Dadurch zog er sich den Unwillen Maximilians zu. 
Für ein abgekühltes Verhältnis spricht, dass Adolf weder am Schwabenkrieg im Jahr 1499 noch gegen Geldern und die Pfalz 1504 teilnahm. Nicht zuletzt weil Adolf eine bedeutende Rolle auf den Reichstagen spielte, vermied Maximilian einen Bruch. Während des Augsburger Reichstages von 1500 stand Adolf auf Seiten von Erzbischof Berthold von Henneberg und führte sogar eine Gesandtschaft der Reichsstände nach Frankreich an. Adolf wurde 1501 von den Ständen zum obersten Kammerrichter gemacht, musste das Amt aber bald wieder aufgeben. Der Grund war die ausbleibenden Bezahlung. 
Da es nicht gelungen war, im Reichsdienst seine finanzielle Situation zu verbessern, zog er sich in seine eigene Herrschaft zurück. In den folgenden Jahren als sich der Streit zwischen Kaiser und Ständen zuspitzte, hat er offenbar einen Kurs zwischen Maximilian und Erzbischof Berthold gesteuert. Auch weil ihm die Stände materiell mehr zu bieten hatten, neigte er zunehmend dieser Seite zu. Nach dem Tod des Erzbischofs näherte er sich wieder Maximilian. Im Jahr 1509 übernahm er erneut das Amt des obersten Kammerrichters. Er kämpfte verbissen um die Aufrechterhaltung des Gerichts. Dabei spielte auch eine Rolle, dass er auf die 1000 Gulden Gehalt angewiesen war.

## Weblink
- Nassau-Idstein-Wiesbaden, Adolf III. Graf von. Hessische Biografie. (Stand: 28. November 2023). In: Landesgeschichtliches Informationssystem Hessen (LAGIS).